# 加勒特·哈丁
加勒特·詹姆斯·哈丁（英語：Garrett James Hardin，1915年4月21日—2003年9月14日）是美國一位生態學家。他對人口過多提出警告。他於1968年在《科學》期刊發表了一篇探討「公地悲劇」的著名文章。

## 生平
哈丁於1936年在芝加哥大學取得動物學理學士學位，1941年於史丹佛大學取得微生物學的哲學博士學位。1946年來到加利福尼亞大學聖塔芭芭拉分校，從1963年起在該校擔任人類生態學教授直至1978年（名義上）退休。
2003年，在62周年的結婚紀念日和妻子一同自殺。

## 救生艇倫理
哈丁於1974年發表了文章《Living on a Lifeboat》，認為以糧食救濟埃塞俄比亚饥荒會引致人口過多，而人口過多卻正是埃塞俄比亞問題的根源。
「救生艇倫理」假設在大海中只有一艘可載60人的救生艇，而艇上已有50人，仍有100人在海中待救。艇上的人面對三個選項：
- 讓那100人全部登上救生艇，則救生艇會超載沉沒，結果是全部150人都淹死，「徹底的正義造成徹底的災難」。
- 只救其中10個人，可是用哪些準則決定哪10個人可以得救？另一方面，載60人與載50人比較，救生艇的「安全系數」會下降，增加艇上的人可能承受的風險。
- 不救在海中的人，那麼艇上的人生還的機會就會最高，不過就需要不斷驅趕任何試圖登上救生艇的人。

從救生艇引申至資源有限的地球，富國人民就像救生艇上的人，而窮國人民就像在海中待救的人。讓問題變得更複雜的是，窮國人口的增長率遠高於富國，如果不同人群仍然保持不同的繁殖率，就不可能做到所有人財富均等，如果要強行達成這種平等，則所有人的後代只能在一個破敗的環境中生活。

## 延伸閱讀
- 救生艇倫理學與世界飢荒（页面存档备份，存于）